# East Staffordshire
East Staffordshire – dystrykt w hrabstwie Staffordshire w Anglii. W 2011 roku dystrykt liczył 113 583 mieszkańców.

## Miasta
- Burton upon Trent
- Uttoxeter

## Inne miejscowości
Abbots Bromley, Anglesey, Anslow, Barton-under-Needwood, Blithfield, Bramshall, Branston, Brizlincote, Church Leigh, Croxden, Denstone, Draycott in the Clay, Dunstall, Ellastone, Hoar Cross, Marchington, Marchington Woodlands, Newborough, Ramshorn, Rangemore, Rocester, Rolleston on Dove, Spath, Stramshall, Stretton, Tatenhill, Tutbury, Winshill, Yoxall.